# Carlton Usher
Carlton Usher (* 19. Dezember 1968) ist ein ehemaliger belizischer Sprinter.

## Sport
Carlton Usher nahm an den Olympischen Sommerspielen 1988 in Seoul teil. Er schied im Wettlauf über 400 m in den Vorläufen aus.